# Segmentación de mercado
La segmentación de mercado es una estrategia de marketing que consiste en categorizar o dividir a los consumidores en grupos relativamente homogéneos, llamados segmentos, con base en sus características socioeconómicas, psicológicas, geográficas o de comportamiento que requieren estrategias diferenciadas. La segmentación identifica grupos similares de consumidores de acuerdo a sus características o variables que puedan influir en su comportamiento de compra. Una de sus características es que los segmentos son grupos homogéneos dado que tienen actitudes similares, por lo cual es probable que respondan de modo similar a determinadas estrategias de mercadeo.

## Pasos de la segmentación y definición de mercados objetivos
La segmentación no debe de confundirse con la elección del mercado meta o mercado objetivo, la segmentación se refiere al proceso de dividir el mercado en partes (segmentos) mediante las variables de segmentación, mientras que la elección del mercado objetivo se refiere a la estrategia de selección del segmento que queremos posicionar. Este proceso es acuñado por Philip Kotler como Segmentación, Targeting y Posicionamiento (STP). Según Kerin, Hartley y Rudelius el proceso completo que Kotler indica consta de 5 pasos.

### 1. Identificar necesidades del comprador: Segmentación (Segmentation)
El primer paso según Kerin, Hartley y Rudelius es identificar las necesidades del comprador. Esto se relaciona con la fase de segmentación de STP, donde el mercado total se divide en grupos más pequeños, homogéneos y con necesidades similares. Las empresas analizan estas necesidades para identificar variables de segmentación, como la geografía, demografía, psicografía o comportamiento. Este análisis permite a las empresas descubrir las diferentes formas en que los consumidores valoran los productos.

### 2. Dividir el mercado: Desarrollo de perfiles de segmentos
Después de identificar las necesidades, se pasa a dividir el mercado y desarrollar perfiles detallados de cada segmento. Este paso también forma parte del proceso de segmentación en STP. Las empresas analizan cada segmento con profundidad, definiendo las características específicas de los consumidores que pertenecen a ellos. Esto incluye información sobre su comportamiento de compra, sus preferencias y patrones de consumo.

### 3. Targeting: Evaluar la atractividad de cada segmento
El siguiente paso es el proceso de seleccionar mercados objetivo, lo que en STP se conoce como targeting. Kerin, Hartley y Rudelius describen cómo una vez segmentado el mercado, la empresa debe evaluar la atractividad de cada segmento y seleccionar los que son más relevantes para sus objetivos de negocio. Esta evaluación puede incluir factores como el tamaño del segmento, su crecimiento, rentabilidad y competencia. Las empresas pueden optar por una cobertura indiferenciada, diferenciada, concentrada (lease nicho de mercado o micromarketing), según sus capacidades y objetivos.

### 4. Targeting: Selección del mercado objetivo
Una vez que se han evaluado los segmentos, se realiza la selección del mercado objetivo. Esto implica elegir los segmentos a los que la empresa va a dirigir sus esfuerzos de marketing. Este paso coincide con el proceso de targeting en STP, donde las empresas escogen los segmentos más atractivos en los que enfocarse. En esta etapa, la empresa define el público ideal al que quiere llegar, buscando maximizar sus recursos y optimizar el impacto de sus campañas.

### 5. Posicionamiento del producto
Finalmente, el proceso termina con el posicionamiento del producto en el mercado objetivo. Esto coincide con la fase de posicionamiento (positioning) en STP. En este paso, la empresa desarrolla una propuesta de valor clara y diferenciada que logre captar la atención del mercado objetivo y lo diferencie de la competencia. El posicionamiento se basa en cómo la empresa quiere que los consumidores perciban su producto o servicio en relación con las alternativas, destacando atributos únicos y beneficios relevantes.

## Variables de segmentación
Se han propuesto diversos tipos de segmentación o clasificación de los potenciales clientes en función de diferentes tipos de variables. Una segmentación común consiste en usar los siguientes tipos de variables.
1. Variables geográficas: Región del mundo o del país, tamaño del país, clima, ciudad, región, país.
2. Variables demográficas: Edad, género, orientación sexual, tamaño de la familia, ciclo de vida familiar, ingresos familiares, profesión, nivel educativo, estatus socioeconómico, religión, nacionalidad, culturas, raza, generación.
3. Variables psicográficas: personalidad, valores, actitudes, intereses.
4. Variables socioeconómicas: nivel de ingresos, el estilo de vida, etc.
5. Variables conductuales: Búsqueda del beneficio, tasa de utilización del producto, fidelidad a la marca, utilización del producto final, nivel de "listo-para-consumir", unidad de toma de decisión.

Cuando muchas variables se combinan para proporcionar un conocimiento profundo del segmento, se le conoce como segmentación profunda. Cuando se da suficiente información para crear una imagen clara del miembro típico del segmento, se llama perfil del comprador. Una técnica estadística utilizada habitualmente en determinar un perfil es el análisis de grupo (cluster analysis).
Dependiendo de quien produce y quien compra los resultados, la segmentación de mercados se puede dividir en los siguientes tres tipos:
1. Segmentación ad-hoc: cuando una empresa independiente realiza segmentos diseñados específicamente en sus propios productos y trata los resultados como inteligencia comercial
2. Segmentación sindicada: cuando una agencia independiente realiza segmentos para comercializar con múltiples clientes. Los segmentos representan industrias o entornos geográficos que múltiples empresas pueden usar.
3. Segmentación feral: cuando los segmentos emergen en el mercado y en la cultura popular de manera espontánea. Líderes de opinión generan segmentos que algunas agencias de marketing usan orgánicamente.

### Beneficios de la segmentación  de la mercadotecnia
- Identificar las necesidades más específicas para los submercados o de los consumidores.
- Focalizar mejor la estrategia de marketing
- Optimizar el uso de los recursos empresariales de
  - Marketing
  - Producción
  - Logística
  - Publicidad
- Identificar un nicho propio donde no tenga competencia directa.
- Aumentar las posibilidades de crecer rápidamente en segmentos del mercado sin competidores con sus productos

## Requisitos para una buena segmentación
Los requisitos para una buena segmentación son:
- Homogeneidad en el segmento
- Heterogeneidad entre segmentos
- Estabilidad de segmentos.

Si se cumplen estas condiciones se puede garantizar que los clientes dentro de cada segmento exhibirán comportamientos parecidos (homogeneidad intrasegmental), que el comportamiento de diferentes segmentos será diferente (heterogeneidad intersegmental) y que la variación viene explicada en alto grado por las variables que definen el segmento. Finalmente, la estabilidad implica que la segmentación basada en estudios en un determinado momento se mantiene más o menos inalterada con el paso del tiempo y sólo serían necesarios cambios menores.